# CodeWeavers
CodeWeavers es una compañía desarrolladora de una versión modificada de wine llamada CrossOver, para ejecutar aplicaciones de Windows en Mac OS X, GNU/Linux y Solaris. La compañía fue fundada en 1996 como una consultoría, finalmente desplazada por completo al Wine Development and Support. CrossOver es regularmente actualizado con los últimos parches libres de wine; asimismo, los parches hechos por los empleados de la compañía son enviados al proyecto original de manera inmediata. Esto diferencia a la compañía de TransGaming, que distribuye una versión derivada de Wine llamada Cedega, y no regresa las contribuciones libremente a Wine. CodeWeavers es el mayor contribuidor del proyecto Wine, un proyecto de software libre que ayuda a que las aplicaciones de Windows se ejecuten en diferentes sistemas operativos bajo la arquitectura x86, y emplea al mantenedor del proyecto, Alexandre Julliard, como su CTO.